# بود آیا که در میکده‌ها بگشایند
غزلی با مطلعِ «بود آیا که در میکده‌ها بگشایند» غزل شمارهٔ ۲۰۲ از دیوانِ حافظ در تصحیحِ محمد قزوینی و قاسم غنی است.

## در اجراها
مرضیه در برنامهٔ شمارهٔ ۱۱۸ از مجموعهٔ گل‌های رنگارنگ این غزل را در آوازِ دشتی اجرا کرده‌اند.